# کاموگی

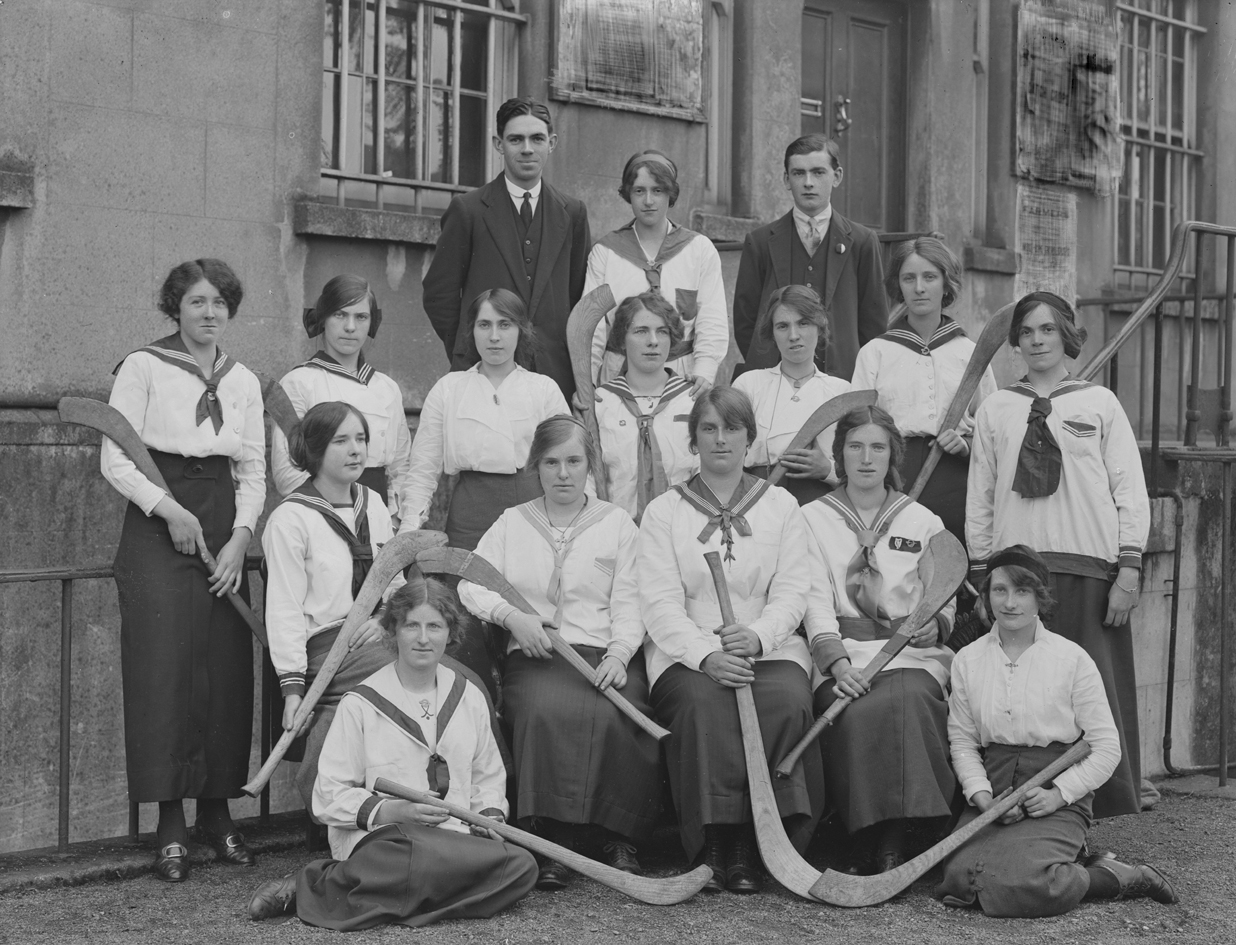
یک تیم کاموگی در سال ۱۹۱۵

کاموگی (به انگلیسی: Camogie) ورزشی زنانه است که تاریخچهٔ آن به بیش از ۱۰۰ سال پیش بازمی‌گردد. این ورزش در ایرلند ابداع شد. طول زمین بازی این ورزش بین ۱۳۰ تا ۱۴۵ متر و عرض آن بین ۸۰ تا ۹۰ متر می‌باشد.